# Закумбаева, Гаухар Дауленовна
Гаухар Дауленовна Закумбаева (каз. Гауһар Дәуленқызы Зақұмбаева; род. 1 января 1932, Шымкент, КазССР, СССР) — советский и казахстанский учёный, доктор химических наук (1970), профессор (1972), академик Национальной академии наук Казахстана (НАН) (1994), заслуженный деятель науки Казахстана (1982, по другим данным — 1981).

## Биография
В 1954 году окончила химический факультет Казахского государственного университета. В 1954—1969 годах — последовательно аспирант, старший лаборант, младший, старший научный сотрудник, заведующая лабораторией Института химических наук НАН РК, с 1969 года — заведующая лабораторией, в 1969—1975 годах — заместитель директора, а в 1989—2001 годах — директор Института органического катализа и электрохимии им. Д. В. Сокольского. С 2001 года заведующий лабораторией и почётный директор этого же института. Лауреат Госпремии Казахстана (1974).
В 1960 году защитила кандидатскую диссертацию на тему «Влияние галогенидов щелочных металлов на адсорбционные и каталитические свойства Ni, Pt и Pd», а в 1970 году — докторскую диссертацию на тему «Исследование адсорбционных и каталитических свойств металлов восьмой группы периодической системы».
Специалист в области химической кинетики и катализа.При ее участии и под ее руководством впервые в республике были освоены и внедрены новые методы исследования явления катализ и катализаторов, что позволило открыть новые явления в катализе. Под ее руководством в 1988-1990 гг. на ОЭМП ИМО НАН РК были спроектированы, построены и введены в строй укрупненные опытно-промышленные установки по производству блочных и гранулированных катализаторов.

## Общественная деятельность
Заместитель председателя республиканского общества «борьба за мир» (1975—1985); член Республиканского Совета по проблемам семьи, женщин и демографической политике при Президенте Республики Казахстан (1992—1998).

## Научная деятельность
Специалист в области химической кинетики и катализа. Под её руководством выполнены работы по катализу; разработаны основы модифицирования гетерогенных катализаторов при специфической адсорбции ионов электролита; вскрыт механизм взаимодействия органических соединений различного строения с поверхностью катализаторов; проведены исследования по определению состава и свойств нанесенных моно- и многокомпонентных катализаторов; в 1988—1990 гг. на ОЭМП ИМО НАН РК были спроектированы, построены и введены в строй укрупненные опытно-промышленные установки по производству блочных и гранулированных катализаторов.
Автор около 300 научных работ, из них 6 монографий, 49 авторских свидетельств и патентов.
Член редакционных коллегий российских журналов «Нефтехимия» РАН и «Электрохимия» РАН.
Основные научные работы:
- Катализаторы гидрогенизации. Алма-Ата, 1975 (соавтор);
- Взаимодействие органических соединений с поверхностью металлов 8 группы. Алма-Ата, 1978 (соавтор);
- Металлические катализаторы. Алма-Ата, 1982 (соавтор);
- Высокодисперсные металлические катализаторы. Алма-Ата, 1987 (соавтор);
- Катализаторы органического синтеза. Алма-Ата, 1992 (соавтор);
- Каталитическая переработка синтеза, А., 2000 (соавтор).

## Семья
Отец — Неталиев Даулен Неталиевич (каз. Дәулен Нетәліұлы Неталиев),  участник Великой Отечественной войны, работал инженером. Мать — Марфуга Себгатовна Неталиева (каз. Марфуға Себғатқызы Неталиева). Дочь — Закумбаева Зарема Абдрахмановна. Внуки — Тимур, Толеген.

## Награды
Лауреат Государственной премии КазССР в области науки и техники (1974).
Заслуженный деятель науки КазССР (1982).
Награждена орденом «Құрмет» (1999).